# 伊塔蒙蒂
伊塔蒙蒂是巴西米纳斯吉拉斯州的一个市镇。总面积788平方公里，总人口13801人，人口密度17.5人/平方公里。